# مترو پیکچرز
مترو پیکچرز (انگلیسی: Metro Pictures) یک شرکت فیلم‌سازی در آمریکا بوده است.
این شرکت که در سال ۱۹۱۵ در شهر نیویورک تأسیس شده است در تاریخ ۱۶ آوریل ۱۹۲۴ منحل و جای خود را به شرکت مترو گلدوین میر داد.

## فیلم‌های ساخته شده
- وحی (۱۹۱۸)
- زن مطلقه (۱۹۱۹)
- بید مجنون (۱۹۲۰)
- مترسک (۱۹۲۰)
- بیلیون‌ها (۱۹۲۰)
- کمیل (۱۹۲۱)
- بز (۱۹۲۱)